# Jan Vrba (Bobfahrer)
Jan Vrba (* 28. Januar 1982 in Jablonec nad Nisou) ist ein tschechischer Bobsportler. Von 2004 bis 2005 noch Anschieber, ist er seit der Saison 2006/07 als Pilot aktiv.

## Werdegang
Der für den Verein Bobclub Izoprosper startende und von Václav Puš trainierte Vrba gab sein internationales Debüt als Anschieber von Pavel Puškár im Viererbob am 12. Dezember 2004 im Rahmen des Bob-Weltcup in Nagano. Nach dem 28. Platz dort, erreichte er mit dem Viererbob in St. Moritz im Januar Rang 19. Ab dem Winter 2006/07 startete Vrba im Bob-Europacup mit einem eigenen Zweier- und einem eigenen Viererbob als Pilot. Im Februar 2007 gab er sein Pilotendebüt beim Weltcup in Winterberg. Als 13. landete er dabei nur im Mittelfeld und blieb daraufhin in der Folge weiterhin im Europacup.
Bei der Junioren-Weltmeisterschaft 2008 in Innsbruck erreichte Vrba den 22. Platz im Zweier- und den 15. Platz im Viererbob. Ab dem Winter 2008/09 erhielt er erneut einen Startplatz im Weltcup. Meist belegte er dabei in der Folge nur Platzierungen im hinteren Mittelfeld. Bei den Olympischen Winterspielen 2010 in Vancouver ging Vrba nur mit dem Viererbob an den Start und erreichte den 16. Platz.
Am 23. Januar 2011 gelang ihm als Zehnter in Winterberg erstmals die Platzierung in den Top 10. Bei seinen ersten Bob-Weltmeisterschaften 2012 in Lake Placid wurde er mit seinem Anschieber Jan Stokláska 18. im Zweierbob. Im Viererbob wurde er mit Vladimír Hladík, Jan Stokláska und Martin Bohmann am Ende 13. Am 6. Dezember 2012 gewann Vrba im Zweierbob den NorAm Cup in Calgary, nachdem er im ersten Rennen bereits Zweiter geworden war. Auch die vier weiteren Rennen konnte er gewinnen. Im Januar erreichte er in Altenberg erneut zwei Top-10-Platzierungen, wobei der fünfte Rang im zweiten Rennen sein bis dahin bestes Einzelresultat im Weltcup war.
Bei der Bob-Weltmeisterschaft 2013 in St. Moritz erreichte er Rang 16 im Zweier- und Rang 12 im Viererbob. Ein Jahr später startete er nach einer eher mittelmäßigen Weltcup-Saison im Alter von 32 Jahren bei seinen zweiten Olympischen Spielen in Sotschi. Nach Platz 24 im Zweierbob folgte ein 14. Platz im Vierbob. Zur Saison 2014/15 startete Vrba wieder fest im Europacup. Erst im Januar 2015 kam er in Altenberg wieder im Weltcup zum Einsatz, verpasste aber in beiden Disziplinen die Top 10. Im folgenden Weltcup in St. Moritz konnte er zumindest im Viererbob als Zehnter wieder in die Top 10 fahren. Diesen zehnten Platz erreichte er auch bei der folgenden Bob-Weltmeisterschaft 2015. Im Zweierbob war er zuvor nur auf den 29. Platz gefahren. Nach weiteren eher mittelmäßigen Weltcup-Platzierungen ging es für Vrba erneut zurück in den Europacup. Am 6. Februar 2016 wurde er bei dem zugleich als Bob-Europameisterschaft 2016 gewerteten Weltcup in St. Moritz mit seinem Anschieber Jakub Havlín 19. (in der Weltcupwertung 27.) im Zweierbob. Bei der Bob-Weltmeisterschaft 2016 eine Woche später in Innsbruck startete er lediglich im Zweierbob mit seinem Anschieber Jakub Nosek, ging aber zu Lauf drei bereits nicht mehr an den Start.
Nach einigen guten Ergebnissen im Europacup kam Vrba im Januar 2017 zurück in den Weltcup, konnte jedoch erneut nicht überzeugen. Bei der Bob-Weltmeisterschaft 2017 am Königssee reichte er für ihn und Anschieber Dominik Suchý nur zu Platz 30. Im Viererbob fuhr er mit seinen Anschiebern auf den 18. Platz. Im Februar 2018 startete der mittlerweile 42-jährige Vrba erneut bei den Olympischen Winterspielen 2018 in Pyeongchang. Im Zweierbob wurde er mit Jakub Havlín 23, bevor er mit Dominik Suchý, Jan Stokláska und David Egydy im Viererbob auf Platz 24. fuhr. Zur Saison 2018/19 bekam Vrba erneut einen Startplatz im Europacup, bestritt aber sein letztes Rennen bereits Mitte Dezember 2018.